# Джордж Рісман
Джордж Джеральд Рісман (англ. George Reisman [ˈriːsmən] ; нар. 13 січня 1937) — американський економіст. Він є почесним професором економіки Університету Пеппердайн і автором книги «Уряд проти економіки» (1979), яку високо оцінили як Фрідріх Гаєк, так і Генрі Гацліт, а також «Капіталізм: Трактат з економіки» (1996). Він відомий як прихильник вільного ринку або капіталізму laissez-faire.

## Життєпис
Рісман народився в Нью-Йорку і закінчив Колумбійський коледж у 1957 році. Будучи студентом-другокурсником у 1954 році, він був прихильником сенатора Джозефа Маккарті і виступав на вечері на підтримку головного помічника Маккарті, Роя Кона, після відставки останнього. На вечері, за повідомленням журналу Time, Рісман, який представляє організацію «Студенти за Америку», назвав Кона «американським Дрейфусом», додавши, що він є «американським Дрейфусом»: «Рой Кон і Джо Маккарті будуть врятовані, коли народ відвоює свій уряд у злочинного альянсу комуністів, соціалістів, прибічників „Нового курсу“ і республіканців Ейзенхауера-Дьюї».
Здобув ступінь доктора філософії в Нью-Йоркському університеті під керівництвом Людвіга фон Мізеса, чию методологічну працю «Епістемологічні проблеми економіки» Рісман переклав з німецького оригіналу на англійську мову.
У 1980-х разом зі своєю дружиною, психологом Едіт Пекер, він організував Школу філософії, економіки та психології Джефферсона, яка провела кілька конференцій і семінарів, перший з яких був проведений в Каліфорнійському університеті в Сан-Дієго. Його лектори включали Леонарда Пейкоффа, Едварда Теллера, Петра Бекманна, Ханса Зеннгольца, Бернарда Зіґана, Енн Вортхем, Роберта Гессена, Аллана Готтелфа, Девіда Келлі, Джона Рідпат, Гаррі Бінсвангера, Едвіна Локка, Волтера Е. Вільямса, Мері Енн Сурес, Ендрю Бернштейна і Пітер Шварц. Учасники цих конференцій включають пізніших письменників-об'єктивістів Тару Сміт і Ліндсей Періго.
Рісман був учаником «Гуртку Бастіа» — групи найближчих друзів та учнів Мюррея Ротбарда, які відвідували семінар Людвіга фон Мізеса у Нью-Йоркському університеті у 1953—1959 роках.
Рісман був учнем Айн Ренд, чий вплив на його думки та творчість він описував як такий самий великий, як і вплив його наставника Людвіга фон Мізеса.